# Movimento di Liberazione Nazionale (Albania)
il Movimento di Liberazione Nazionale (albanese: Lëvizja Nacional Çlirimtare o Lëvizja Antifashiste Nacional Çlirimtare, LANÇ)  conosciuto anche come Fronte di Liberazione Nazionale, è stato un'organizzazione di resistenza albanese che ha combattuto durante la seconda guerra mondiale contro il nazifascismo, è stata creata il 16 settembre 1942, durante una conferenza tenuta a 
Pezë, un villaggio vicino a Tirana.

## Storia
A parte la componente comunista che aveva la maggioranza nel Consiglio generale includeva anche una componente nazionalista rappresentata da figure come Myslym Peza.
Il Movimento di Liberazione Nazionale è stato in seguito trasformato nel maggio 1944 nel governo d'Albania ed i suoi leader sono diventati membri del governo.
È stato rimpiazzato nell'agosto 1945 dal Fronte Democratico d'Albania.
L’Esercito di Liberazione Nazionale Albanese (in albanese: Ushtria Nacionalclirimtare) è stato il braccio armato del Movimento di Liberazione Nazionale.